# Alga Bichkek
Maillots
Le Futbal Klubu Alga Bichkek (en kirghize : футбол клубу Алга Бишкек), plus couramment abrégé en Alga Bichkek, est un club kirghiz de football fondé en 1947 et basé à Bichkek, la capitale du pays.
Le club est refondé en 2010 après deux faillites en 2005 puis en 2007.

## Historique

### Repères historiques
- 1947 : fondation du club sous le nom de Zénith Frounze
- 1950 : le club est renommé Trudovye Rezervy Frounze
- 1953 : le club est renommé Iskra Frounze
- 1955 : le club est renommé Spartak Frounze
- 1961 : le club est renommé Alga Frounze
- 1992 : le club est renommé Alga Bichkek
- 1993 : le club est renommé Alga-RIIF Bichkek
- 1994 : le club est renommé Alga Bichkek
- 1996 : le club est renommé Alga-PVO Bichkek
- 1998 : le club est renommé SKA-PVO Bichkek
- 2004 : le club est renommé SKA-Choro Bichkek
- 2007 : Refondation après la faillite sous le nom d'Aviator-AAL Bichkek
- 2010 : Refondation après la faillite sous le nom d'Alga Bichkek

## Palmarès
| \| - Championnat du Kirghizstan (5) : - Champion : 1992, 1993, 2000, 2001 et 2002. - Vice-champion : 1995, 1997, 1998, 1999, 2003, 2004, 2005 et 2012. - Coupe du Kirghizistan (9) : - Vainqueur : 1992, 1993, 1997, 1998, 1999, 2000, 2001, 2002 et 2003. - Finaliste : 2012. \| \| - Supercoupe du Kirghizistan : - Finaliste : 2013. \| |  |                                                    |
| - Championnat du Kirghizstan (5) : - Champion : 1992, 1993, 2000, 2001 et 2002. - Vice-champion : 1995, 1997, 1998, 1999, 2003, 2004, 2005 et 2012. - Coupe du Kirghizistan (9) : - Vainqueur : 1992, 1993, 1997, 1998, 1999, 2000, 2001, 2002 et 2003. - Finaliste : 2012.                                                                |  | - Supercoupe du Kirghizistan : - Finaliste : 2013. |

## Personnalités du club

### Entraîneurs du club
- Artyom Falian (1972)
- Boris Podkorytov (1972)
- Aleksandr Kotchetkov (1984)
- Viatcheslav Soloviov (1991)
- Nurzat Kadyrkulov

### Anciens joueurs du club
- Boris Podkorytov
- Oļegs Karavajevs
- Zamirbek Jumagulov
- Roman Kornilov
- Vladimir Verevkin